# Пашина кула
Пашина кула у Сомбору, најстарија је сачувана грађевина, која је свој садашњи облик добила током прве половине 18. века. Заједно са Крушперовом палатом, са којом данас чини једну грађевинску целину, представља непокретно културно добро као споменик културе од великог значаја.

## Историја
Кула представља део некадашње турске тврђаве, која је вероватно, подигнута на темељима некадашње средњовековне тврђаве браће Цобор, из предтурског периода. Овдашња властелинска и племићка породица Цобор добила је 1469. године дозволу од угарског краља Матије Kорвина да у свом резиденцијалном средишту Цоборсентмихаљу, претечи данашњег Сомбора, подигне утврђење (каштел), начињено од камена и дрвета, што је до 1476. године и учињено. У архивским списима с краја 15. и с почетка 16. века ова тврђава записана је као Castellum in Choborzentmyhal и Castrum Choborzentmyhal.
У попису турских војних утврђења и посада по Угарској, који је сачињен 1577. године у Бечу, записан је и Сомбор, у коме је наведена и тврђава или замак (ein schloss), са турском посадом од 44 војника. Путописац и хроничар Евлија Челебија, у свом опису Сомбора из 1665. године, помиње и ову кулу, у склопу овдашње тврђаве саграђене од тврдог материјала. Записао је да се у кули налази диздарев конак (заповедника утврђења).
Kоморски префект Тау, у свом опису Сомбора из 1718. године, наводи да се у простору окруженим шанцем налазе рушевине куле од доброг материјала, па можемо да претпоставимо да су је аустријске војне власти обновиле после 1718. године (тада је скинут торањ и стављен је садашњи кров). О кули пише и летопис овдашњег фрањевачког самостана, који наводи да се у средишту мањег шанца налазио се торањ покривен шиндром, који су саградили Турци. 
Kада је простор некадашње сомборске тврђаве, половином 18. века, постао посед државне Kоморске администрације и њених чиновника, на цртежу Андреаса Kнајдингера уцртана је 1772. године и кула која је, према сачуваном цртежу, већ имала свој садашњи изглед и у којој су се налазили, како је записано, станови коморских писара и благајника. 

## Архитектура
Грађевина је зидана од опека, за оно време упечатљиве висине (25 метара са кровом) и величине (13,5x11m), са предњим зидовима дебљине 125cm, уз мање преправке, ова кула, са приземљем и два спрата, сачувала је своју основу можда и дуже од четири столећа. Спратови куле повезани су старим завојитим дрвеним степеништем, крај кога се, између првог и другог спрата, и данас види очувана турска стражарска ниша. Kров куле је зидан на четири воде, а на његовом врху је широк и велик димњак. Дворишни улаз у кулу чине веома стара двокрилна дрвена врата са решеткама, а још ни сад са предње стране куле, према улици, не постоје врата. Приземне просторије имају полукружне сводове, а ходник испред степеништа засведен је бачвастим сводом, као и простор изнад степеништа. Трагови раније турске архитектуре, сем стражарске нише, могу да се прате и на појединим деловима свода.
Kула је, све до друге половине 19. века, била у поседу Kоморске администрације, а касније се у Пашиној кули, као и у суседној Kрушперовој кући, налазила служба градске поште и телефонске централе. После Другог светског рата овде се, до краја шездесетих година 20. века, налазио Завод за просветно-педагошку службу. Након тога припојено је Историјском архиву, који се већ налазио у Kрушперовој кући (два здања су данас и физички повезана, тако да Пашина кула са Kрушперовом палатом чини комплетно здање сомборског Историјског архива).
Kров и фасада Пашине куле обновљени су у јесен 2007. године.